# 靜電單位制
靜電單位制（英語：electrostatic unit）是衍生自厘米-克-秒制（CGS制）的一套單位系統，用來量測電荷、電流及電壓等電學的物理量。在靜電單位制中，電荷以其對其他電荷所施的力來定義。雖然CGS制已經被國際單位制所取代，但在一些特定的物理學領域中仍會用到靜電單位制，例如粒子物理學及天体物理学。
在靜電單位制下，庫侖定律可用以下的形式表示
{\displaystyle F={\frac {q\cdot q^{\prime }}{d^{2}}}}
其中
{\displaystyle F}的單位為達因
{\displaystyle d}的單位為公分
{\displaystyle q}及{\displaystyle q^{\prime }}的單位為靜庫侖

靜庫侖舊名franklin，其定義如下
兩個相同電量的點電荷，距離一厘米，若其靜電力等於一達因，其電荷即為一franklin
靜電單位制的主要單位有：
- 靜庫侖（statC或esu）是電荷單位，表達為{\displaystyle \mathrm {1\,statcoulomb=1\,esu\;charge=1\,dyne^{1/2}{\cdot }cm=1\,g^{1/2}{\cdot }cm^{3/2}{\cdot }s^{-1}} .}
- 靜安培（statampere）是電流單位，表達為{\displaystyle \mathrm {1\,statampere=1\,esu\;current=1\,dyne^{1/2}{\cdot }cm{\cdot }s^{-1}=1\,g^{1/2}{\cdot }cm^{3/2}{\cdot }s^{-2}} .}
- 靜伏特是電壓單位
- 高斯是磁感應強度的單位

## 外部連結
- Electrical units （页面存档备份，存于）